# Mount Kigali
Mount Kigali of Mont Kigali is een berg in Kigali, Rwanda. De stad is vernoemd naar de berg, die ten westen van het centrum ligt in het district Nyarugenge. Het grootste deel van dit district ligt op de hellingen van Mount Kigali. De westelijke hellingen komen uit in de vallei van de rivier Nyabarongo. Met een hoogte van 1853 meter komt de berg, samen met de Mont Jali (2078 m), ver boven de andere heuvels in de stad uit, die tussen de 1300 en 1600 meter hoog zijn. Dit levert op dat de berg weidse uitzichten biedt op de stad en de provincies Oost en Zuid.
De berg wordt regelmatig opgenomen in het parcours van de wielerwedstrijd Ronde van Rwanda en hij is ook opgenomen in het parcours van de wegwedstrijd voor de elite mannen op de wereldkampioenschappen wielrennen 2025.